# موکرین
موکرین (به صربی: Mokrin) یک منطقهٔ مسکونی در صربستان است که در Kikinda Municipality واقع شده‌است. موکرین ۵٬۲۷۰ نفر جمعیت دارد و ۹۰ متر بالاتر از سطح دریا واقع شده‌است.